# Сухарная плита

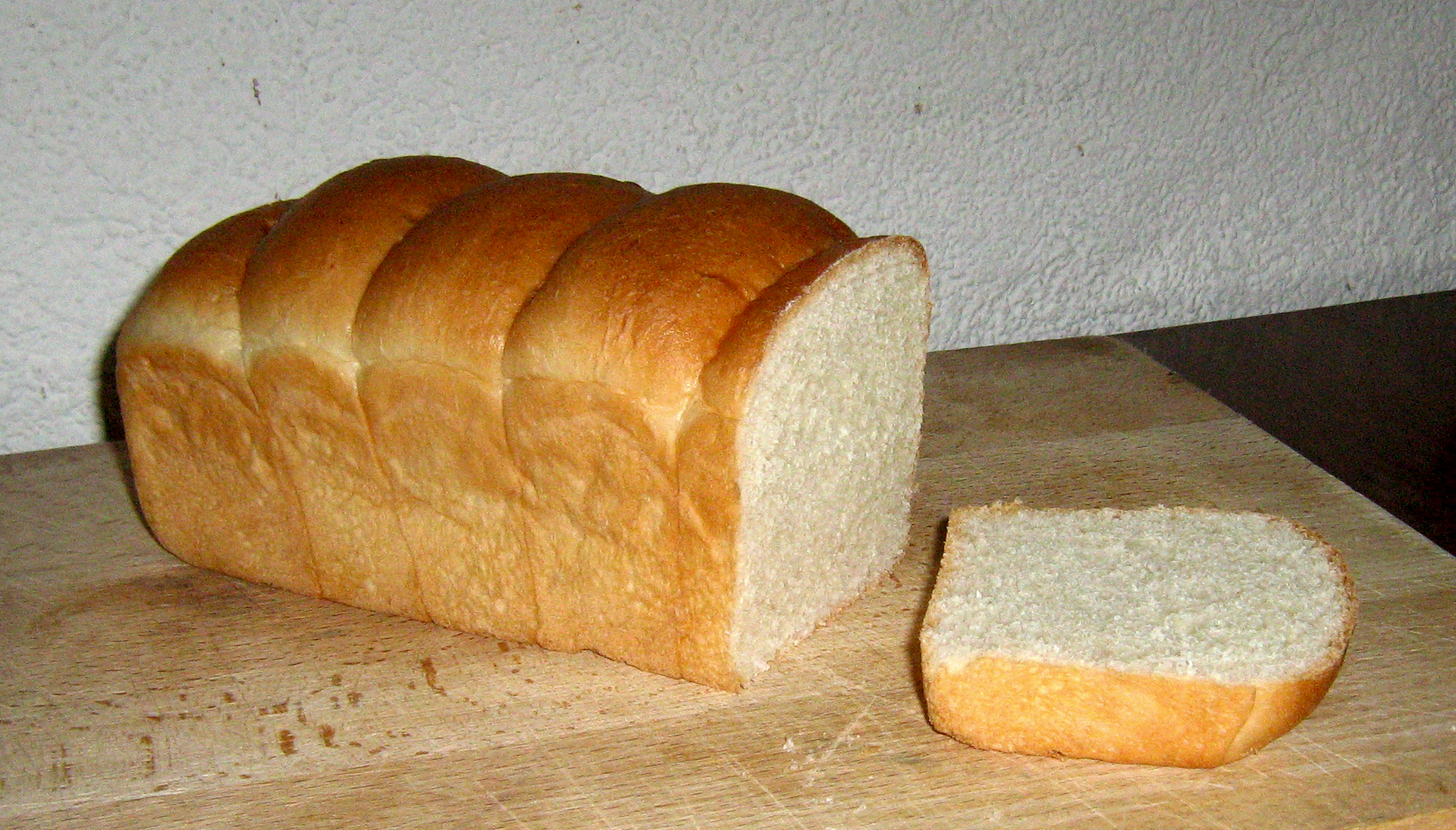
Сухарная плита, изготовленная в форме для выпечки

Сухарная плита — полуфабрикат сухарного производства, сухарный хлеб, из которого после резки и сушки получаются сухари. Из одной тонны сухарных плит получают около 750 кг сухарей.
Сухарные плиты для простых сухарей выпекают из теста с пониженной влажностью на пшеничной муке 1-го и 2-го сортов в формах массой 1,5—2 кг в пекарных печах. После остывания сухарный хлеб режут на ломтики толщиной 15—25 мм, распределяют по специальным кассетам или листам и сушат при температуре 130 °C в течение 4—12 минут.
Сдобный плоский сухарный хлеб по рецептуре и профилю поперечного сечения различается для каждого сорта сдобных сухарей. В сдобное сухарное тесто добавляют сахар, жир и другие добавки, его готовят на густой или жидкой опаре и безопарным способом. Заготовки, по форме и массе близкие к будущим сухарям, укладывают на листы для расстойки, затем для получения глянца смазывают яичной болтушкой и выпекают при температуре 200—260 °C в течение 15—20 минут. Сухарные плиты пригодны для резки на ломти и последующей сушки после остывания в течение 6—16 часов.